# Prieuré Saint-Robert de Viriville
Pour le prieuré Saint-Robert de Saint-Robert, voir Église Saint-Robert de Saint-Robert (Corrèze).
Le prieuré Saint-Robert, est un ancien prieuré du XIIe siècle situé à Viriville, dans le département de l'Isère, dont ne subsiste que le clocher. Il est labellisé Patrimoine en Isère.

## Description architecturale
Il ne subsiste du prieuré au XXIe siècle qu'un portail roman surmonté d'un clocher du XIXe siècle, de plan carré. 
Le portail médiéval est construit en molasse. Il montre un arc plein-cinte à double rouleau, à l'arête moulurée décorée de billettes. L'arc repose sur des colonnettes dont seule celle coté nord est conservée avec son fût cannelé et son chapiteau.
L'ensemble est conservé dans un espace couvert d'herbe correspondant à l'ancien cimetière de l'église.

## Historique
Les éléments stylistiques du portail et particulièrement du chapiteau nord permettent de le date du dernier quart du XIIe siècle, en comparaison avec des éléments similaires de Saint-Laurent-de-Grenoble. L'église du prieuré fait par la suite fonction d'église paroissiale. 
Portail et clocher ont fait l'objet de restauration, notamment sur le décor polychrome, en 2021.